# Lijst van knaagdieren naar familie
Dit is een lijst van knaagdieren ingedeeld naar familie, gebaseerd op de nieuwste literatuur. Afwijkingen van de voornaamste bron, de derde editie van Mammal Species of the World uit 2005, zijn door middel van voetnoten aangegeven.

## Orde Knaagdieren (Rodentia)

### FamilieDiatomyidae
- Laotiaanse rotsrat (Laonastes aenigmamus)[1]

### FamilieGoendi's(Ctenodactylidae)
- Noord-Afrikaanse goendi (Ctenodactylus gundi)
- Woestijngoendi (Ctenodactylus vali)
- Felovia vae
- Massoutiera mzabi
- Oost-Afrikaanse goendi (Pectinator spekei)

### FamilieStekelvarkens van de Oude Wereld(Hystricidae)
- Afrikaans kwaststaartstekelvarken (Atherurus africanus)
- Aziatisch kwaststaartstekelvarken (Atherurus macrourus)
- Zuid-Afrikaans stekelvarken (Hystrix africaeaustralis)
- Maleis stekelvarken (Hystrix brachyura)
- Borneostekelvarken (Hystrix crassispinis)
- Gewoon stekelvarken (Hystrix cristata)
- Witstaartstekelvarken (Hystrix indica)
- Hystrix javanica
- Filipijns stekelvarken (Hystrix pumila)
- Sumatraans stekelvarken (Hystrix sumatrae)
- Langstaartstekelvarken (Trichys fasciculata)

### FamilieAfrikaanse rotsratten(Petromuridae)
- Rotsrat (Petromus typicus)

### FamilieRietratten(Thryonomyidae)
- Kleine rietrat (Thryonomys gregorianus)
- Grote rietrat (Thryonomys swinderianus)

### FamilieBathyergidae

#### OnderfamilieBathyerginae
- Namaquaduinmolrat (Bathyergus janetta)
- Kaapse duinmolrat (Bathyergus suillus)
- Cryptomys anomalus[2]
- Cryptomys holosericeus[2]
- Hottentotmolrat (Cryptomys hottentotus)
- Cryptomys natalensis[2]
- Fukomys amatus[3]
- Fukomys anselli
- Fukomys bocagei
- Fukomys damarensis
- Fukomys darlingi
- Fukomys foxi
- Fukomys kafuensis
- Fukomys mechowi
- Fukomys micklemi[2]
- Fukomys ochraceocinereus
- Zechmolrat (Fukomys zechi)
- Kaapse blesmolrat (Georychus capensis)
- Zilvergrijze zandrat (Heliophobius argenteocinereus)

#### OnderfamilieNaakte molratten(Heterocephalinae)
- Naakte molrat (Heterocephalus glaber)

### FamilieBoomstekelvarkens(Erethizontidae)

#### OnderfamilieBorstelstaartboomstekelvarkens(Chaetomyinae)
- Borstelstaartboomstekelvarken (Chaetomys subspinosus)

#### OnderfamilieErethizontinae
- Tweekleurig grijpstaartstekelvarken (Coendou bicolor)
- Coendou nycthemera
- Grijpstaartstekelvarken (Coendou prehensilis)
- Rothschilds grijpstaartstekelvarken (Coendou rothschildi)
- Bergstekelvarken (Echinoprocta rufescens)
- Noord-Amerikaans boomstekelvarken (Erethizon dorsatum)
- Sphiggurus ichillus
- Wolharig grijpstaartstekelvarken (Sphiggurus insidiosus)
- Sphiggurus melanurus
- Mexicaans wolharig grijpstaartstekelvarken (Sphiggurus mexicanus)
- Sphiggurus pruinosus
- Sphiggurus roosmalenorum
- Zuid-Amerikaans wolharig dwerggrijpstaartstekelvarken (Sphiggurus spinosus)
- Bruin wolharig dwerggrijpstaartstekelvarken (Sphiggurus vestitus)
- Sphiggurus villosus

### FamilieChinchilla's(Chinchillidae)
- Koningschinchilla (Chinchilla chinchilla)
- Chinchilla (Chinchilla lanigera)
- Peruviaanse haasmuis (Lagidium peruanum)
- Cuvierhaasmuis (Lagidium viscacia)
- Zuidelijke haasmuis (Lagidium wolffsohni)
- Lagostomus crassus
- Viscacha (Lagostomus maximus)

### FamilieChinchillaratten(Abrocomidae)
- Chileense chinchillarat (Abrocoma bennettii)
- Abrocoma boliviensis
- Abrocoma budini
- Chinchillarat (Abrocoma cinerea)
- Abrocoma famatina
- Abrocoma schistacea
- Abrocoma uspallata
- Abrocoma vaccarum
- Cuscomys ashaninka
- Cuscomys oblativa

### FamilieSchijnratten(Octodontidae)
- Andesrotsrat (Aconaemys fuscus)
- Aconaemys porteri
- Aconaemys sagei
- Octodon bridgesi
- Degoe (Octodon degus)
- Octodon lunatus
- Octodon pacificus
- Bori (Octodontomys gliroides)
- Viscacharat (Octomys mimax)
- Pipanacoctomys aureus
- Salinoctomys loschalchalerosorum
- Koeroero (Spalacopus cyanus)
- Tympanoctomys barrerae

### FamilieToekotoeko's(Ctenomyidae)
- Ctenomys argentinus
- Ctenomys australis
- Ctenomys azarae
- Ctenomys bergi
- Ctenomys boliviensis
- Ctenomys bonettoi
- Ctenomys brasiliensis
- Ctenomys budini
- Ctenomys colburni
- Ctenomys coludo
- Ctenomys conoveri
- Ctenomys coyhaiquensis
- Ctenomys dorbignyi
- Ctenomys dorsalis
- Ctenomys emilianus
- Ctenomys famosus
- Ctenomys flamarioni
- Ctenomys fochi
- Ctenomys fodax
- Ctenomys frater
- Ctenomys fulvus
- Ctenomys goodfellowi
- Ctenomys haigi
- Ctenomys johannis
- Ctenomys juris
- Ctenomys knighti
- Ctenomys lami
- Ctenomys latro
- Ctenomys leucodon
- Ctenomys lewisi
- Ctenomys magellanicus
- Ctenomys maulinus
- Ctenomys mendocinus
- Ctenomys minutus
- Ctenomys occultus
- Ctenomys opimus
- Ctenomys osvaldoreigi
- Ctenomys paraguayensis[4]
- Ctenomys pearsoni
- Ctenomys perrensi
- Ctenomys peruanus
- Ctenomys pilarensis
- Ctenomys pontifex
- Ctenomys porteousi
- Ctenomys pundti
- Ctenomys rionegrensis
- Ctenomys roigi
- Ctenomys saltarius
- Ctenomys scagliai
- Ctenomys sericeus
- Ctenomys sociabilis
- Ctenomys steinbachi
- Ctenomys sylvanus
- Ctenomys talarum
- Ctenomys torquatus
- Ctenomys tuconax
- Ctenomys tucumanus
- Ctenomys tulduco
- Ctenomys validus
- Ctenomys viperinus
- Ctenomys yolandae

### FamilieBeverratten(Myocastoridae)
- Beverrat (Myocastor coypus)

### FamilieHutia's(Capromyidae)

#### OnderfamilieCapromyinae
- Capromys gundlachianus
- Cubaanse hutia (Capromys pilorides)
- Jamaicastompstaartrat (Geocapromys brownii)
- Bahamastompstaartrat (Geocapromys ingrahami)
- Geocapromys thoracatus
- Cabrerahutia (Mesocapromys angelcabrerai)
- Grootoorhutia (Mesocapromys auritus)
- Zwartstaartboomrat (Mesocapromys melanurus)
- Dwerghutia (Mesocapromys nanus)
- Kleine aardhutia (Mesocapromys sanfelipensis)
- Garridohutia (Mysateles garridoi)
- Mysateles meridionalis
- Hutiacarabali (Mysateles prehensilis)

#### OnderfamilieHexolobodontinae
- Hexolobodon phenax

#### OnderfamilieIsolobodontinae
- Isolobodon montanus
- Portoricaanse hutia (Isolobodon portoricensis)

#### OnderfamiliePlagiodontinae
- Zagoeti van Cuvier (Plagiodontia aedium)
- Plagiodontia araeum
- Zagoeti (Plagiodontia ipnaeum)
- Rhizoplagiodontia lemkei

### FamilieReuzenhutia's(Heptaxodontidae)

#### OnderfamilieClidomyinae
- Clidomys osborni

#### OnderfamilieHeptaxodontinae
- Amblyrhiza inundata
- Elasmodontomys obliquus
- Quemisia gravis

### FamilieStekelratten(Echimyidae)

#### OnderfamilieDactylomyinae
- Dactylomys boliviensis
- Echte vingerrat (Dactylomys dactylinus)
- Dactylomys peruanus
- Bamboevingerrat (Kannabateomys amblyonyx)
- Olallamys albicauda
- Olallamys edax

#### OnderfamilieEchimyinae
- Callistomys pictus
- Diplomys labilis
- Echimys chrysurus
- Echimys paleaceus[5]
- Echimys saturnus
- Echimys vieirai[5]
- Isothrix barbarabrownae[6]
- Toro (Isothrix bistriata)
- Isothrix negrensis
- Isothrix orinoci[7]
- Isothrix pagurus
- Isothrix sinnamariensis
- Makalata castaneus[7]
- Makalata didelphoides
- Makalata guianae[7]
- Makalata handleyi[7]
- Makalata longirostris[7]
- Makalata macrura
- Makalata obscura
- Makalata rhipidura
- Pattonomys carrikeri[7]
- Pattonomys flavidus[7]
- Pantserstekelrat (Pattonomys occasius)[7]
- Pattonomys punctatus[7]
- Pattonomys semivillosus[7]
- Phyllomys blainvilii
- Phyllomys brasiliensis
- Phyllomys dasythrix
- Phyllomys kerri
- Phyllomys lamarum
- Phyllomys lundi
- Phyllomys mantiqueirensis
- Phyllomys medius
- Phyllomys nigrispinus
- Phyllomys pattoni
- Phyllomys thomasi
- Phyllomys unicolor
- Santamartamys rufodorsalis[7]
- Toromys grandis[8]

#### OnderfamilieEumysopinae
- Uilenstekelrat (Carterodon sulcidens)
- Clyomys bishopi
- Savannestekelrat (Clyomys laticeps)
- Zachthaarboomstekelrat (Diplomys caniceps)
- Guiara (Euryzygomatomys spinosus)
- Bosstekelrat (Lonchothrix emiliae)
- Mesomys hispidus
- Mesomys leniceps
- Mesomys occultus
- Mesomys stimulax
- Proechimys brevicauda
- Proechimys canicollis
- Proechimys chrysaeolus
- Proechimys cuvieri
- Proechimys decumanus
- Proechimys echinothrix
- Proechimys gardneri
- Proechimys goeldii
- Proechimys guairae
- Cayennerat (Proechimys guyannensis)
- Lanshaarrat (Proechimys gymnurus)[7]
- Proechimys hoplomyoides
- Proechimys kulinae
- Proechimys longicaudatus
- Proechimys magdalenae
- Proechimys mincae
- Proechimys oconnelli
- Proechimys pattoni
- Proechimys poliopus
- Proechimys quadruplicatus
- Proechimys roberti
- Proechimys semispinosus
- Proechimys simonsi
- Proechimys steerei
- Proechimys trinitatis
- Proechimys urichi
- Thrichomys apereoides
- Thrichomys inermis
- Thrichomys pachyurus
- Trinomys albispinus
- Trinomys dimidiatus
- Trinomys eliasi
- Trinomys gratiosus
- Trinomys iheringi
- Trinomys mirapitanga
- Trinomys moojeni
- Trinomys myosuros
- Trinomys paratus
- Trinomys setosus
- Trinomys yonenagae

#### OnderfamilieHeteropsomyinae
- Boromys offella
- Boromys torrei
- Brotomys contractus
- Brotomys voratus
- Heteropsomys antillensis
- Heteropsomys insulans

### FamiliePacarana's(Dinomyidae)
- Pacarana (Dinomys branickii)

### FamilieAgoeti's en acouchy's(Dasyproctidae)
- Azara's agouti (Dasyprocta azarae)
- Dasyprocta coibae
- Dasyprocta cristata
- Mooragoeti (Dasyprocta fuliginosa)
- Dasyprocta guamara
- Dasyprocta kalinowskii
- Goudhaas (Dasyprocta leporina)
- Dasyprocta mexicana
- Dasyprocta prymnolopha
- Dasyprocta punctata
- Dasyprocta ruatanica
- Groene acouchy (Myoprocta acouchy)
- Rode acouchy (Myoprocta pratti)

### FamiliePaca's(Cuniculidae)
- Paca (Cuniculus paca)
- Bergpaca (Cuniculus taczanowskii)

### FamilieCavia-achtigen(Caviidae)

#### OnderfamilieCaviinae
- Cavia (Cavia aperea)
- Amazonecavia (Cavia fulgida)
- Cavia intermedia
- Cavia magna
- Tamme cavia (Cavia porcellus)
- Tschudicavia (Cavia tschudii)
- Galea flavidens
- Galea monasteriensis[9]
- Wezelcavia (Galea musteloides)
- Galea spixii
- Zuidelijke dwergcavia (Microcavia australis)
- Microcavia niata
- Microcavia shiptoni

#### OnderfamilieDolichotinae
- Mara (Dolichotis patagonum)
- Kleine mara (Dolichotis salinicola)

#### OnderfamilieHydrochoerinae
- Capybara (Hydrochoerus hydrochaeris)
- Hydrochoerus isthmius
- Kerodon acrobata
- Rotsmoko (Kerodon repustris)

### FamilieStekelstaarteekhoorns(Anomaluridae)

#### OnderfamilieAnomalurinae
- Beecroftstekelstaarteekhoorn (Anomalurus beecrofti)
- Anomalurus derbianus
- Pelstekelstaarteekhoorn (Anomalurus pelii)
- Dwergstekelstaarteekhoorn (Anomalurus pusillus)

#### OnderfamilieZenkerellinae
- Grootorige vliegende slaapmuis (Idiurus macrotis)
- Zenkers vliegende slaapmuis (Idiurus zenkeri)
- Zenkerella insignis

### FamilieSpringhazen(Pedetidae)
- Springhaas (Pedetes capensis)
- Pedetes surdaster

### FamilieStompstaarteekhoorns(Aplodontiidae)
- Stompstaarteekhoorn (Aplodontia rufa)

### FamilieEekhoorns(Sciuridae)

#### OnderfamilieRatufinae
- Ratufa affinis
- Tweekleurige reuzeneekhoorn (Ratufa bicolor)
- Voor-Indische reuzeneekhoorn (Ratufa indica)
- Ratufa macroura

#### OnderfamilieSciurillinae
- Sciurillus pusillus

#### OnderfamilieSciurinae
- Aeretes melanopterus
- Aeromys tephromelas
- Aeromys thomasi
- Belomys pearsonii
- Namdaphaglijvlieger (Biswamoyopterus biswasi)
- Eoglaucomys fimbriatus
- Rotsvlieghoorntje (Eupetaurus cinereus)
- Canadese vliegende eekhoorn (Glaucomys sabrinus)
- Noord-Amerikaanse vliegende eekhoorn (Glaucomys volans)
- Hylopetes alboniger
- Hylopetes bartelsi
- Javaans pijlstaartvlieghondje (Hylopetes lepidus)
- Hylopetes nigripes
- Hylopetes phayrei
- Hylopetes platyurus
- Hylopetes sipora
- Hylopetes spadiceus
- Winstons pijlstaartvlieghoorn (Hylopetes winstoni)
- Iomys horsfieldii
- Iomys sipora
- Panamadwergeekhoorn (Microsciurus alfari)
- Microsciurus flaviventer
- Microsciurus mimulus
- Microsciurus santanderensis
- Petaurillus emiliae
- Petaurillus hosei
- Petaurillus kinlochii
- Petaurista alborufus
- Grote vliegende eekhoorn (Petaurista elegans)
- Witkelige vliegende eekhoorn (Petaurista leucogenys)
- Petaurista magnificus
- Petaurista nobilis
- Tagoean (Petaurista petaurista)
- Petaurista philippensis
- Petaurista xanthotis
- Petinomys crinitus
- Petinomys fuscocapillus
- Petinomys genibarbis
- Petinomys hageni
- Petinomys lugens
- Petinomys mindanensis
- Petinomys sagitta
- Petinomys setosus
- Petinomys vordermanni
- Pteromys momonga
- Vliegende eekhoorn (Pteromys volans)
- Pteromyscus pulverulentes
- Borneo-eekhoorn (Rheithrosciurus macrotis)
- Witstaarteekhoorn (Sciurus aberti)
- Braziliaanse eekhoorn (Sciurus aestuans)
- Sciurus alleni
- Kaukasuseekhoorn (Sciurus anomalus)
- Arizona-eekhoorn (Sciurus arizonensis)
- Sciurus aureogaster
- Grijze eekhoorn (Sciurus carolinensis)
- Sciurus colliaei
- Sciurus deppei
- Sciurus flammifer
- Sciurus gilvigularis
- Sciurus granatensis
- Westelijke grijze eekhoorn (Sciurus griseus)
- Sciurus ignitus
- Peruaanse witnekeekhoorn (Sciurus igniventris)
- Japanse eekhoorn (Sciurus lis)
- Sciurus nayaritensis
- Zwarte eekhoorn (Sciurus niger)
- Sciurus oculatus
- Sciurus pucheranii
- Sciurus pyrrhinus
- Sciurus richmondi
- Sciurus sanborni
- Sciurus spadiceus
- Sciurus stramineus
- Sciurus variegatoides
- Eekhoorn (Sciurus vulgaris)
- Sciurus yucatanensis
- Syntheosciurus brochus
- Douglaseekhoorn (Tamiasciurus douglasii)
- Amerikaanse rode eekhoorn (Tamiasciurus hudsonicus)
- Rode eekhoorn van Neder-Californië (Tamiasciurus mearnsi)
- Trogopterus xanthipes

#### OnderfamilieCallosciurinae
- Callosciurus adamsi
- Callosciurus albescens
- Callosciurus baluensis
- Callosciurus caniceps
- Roodbuikeekhoorn (Callosciurus erythraeus)
- Finlaysonklappereekhoorn (Callosciurus finlaysonii)
- Callosciurus inornatus
- Callosciurus melanogaster
- Callosciurus nigrovittatus
- Zwartneusklappereekhoorn (Callosciurus notatus)
- Callosciurus orestes
- Callosciurus phayrei
- Prevosts klapperrat (Callosciurus prevostii)
- Callosciurus pygerythrus
- Callosciurus quinquestriatus
- Dremomys everretti
- Dremomys gularis
- Dremomys lokriah
- Roodkopeekhoorn (Dremomys pernyi)
- Dremomys pyrrhomerus
- Dremomys rufigenis
- Exilisciurus concinnus
- Exilisciurus exilis
- Exilisciurus whiteheadi
- Funambulus layardi
- Indische palmeekhoorn (Funambulus palmarum)
- Vijfstrepige palmeekhoorn (Funambulus pennantii)
- Funambulus sublineatus
- Funambulus tristriatus
- Glyphotes simus
- Celebeslangneuseekhoorn (Hyosciurus heinrichi)
- Hyosciurus ileile
- Vierstrepige palmeekhoorn (Lariscus hosei)
- Driestrepige palmeekhoorn (Lariscus insignis)
- Lariscus niobe
- Lariscus obscurus
- Menetes berdmorei
- Aziatische dwergeekhoorn (Nannosciurus melanotis)
- Prosciurillus abstrusus
- Prosciurillus leucomus
- Prosciurillus murinus
- Prosciurillus rosenbergi
- Prosciurillus weberi
- Breedstaarteekhoorn (Rhinosciurus laticaudatus)
- Rubrisciurus rubriventer
- Spermophilus xanthoprymnus
- Sundasciurus brookei
- Sundasciurus davensis
- Sundasciurus fraterculus
- Sundasciurus hippurus
- Sundasciurus hoogstraali
- Sundasciurus jentinki
- Sundasciurus juvencus
- Sundasciurus lowii
- Sundasciurus mindanensis
- Sundasciurus moellendorffi
- Sundasciurus philippinensis
- Sundasciurus rabori
- Sundasciurus samarensis
- Sundasciurus steerii
- Sundasciurus tenuis
- Tamiops maritimus
- Thaise dwergstreepeekhoorn (Tamiops mcclellandi)
- Tamiops rodolphii
- Chinese gestreepte boomeekhoorn (Tamiops swinhoei)

#### OnderfamilieXerinae
- Harrisgrondeekhoorn (Ammospermophilus harrisii)
- Ammospermophilus insularis
- Ammospermophilus interpres
- Antilopegrondeekhoorn (Ammospermophilus leucurus)
- Nelsongrondeekhoorn (Ammospermophilus nelsoni)
- Barbarijse grondeekhoorn (Atlantoxerus getulus)
- Rocky-Mountainsprairiehond (Cynomys gunnisoni)
- Witstaartprairiehond (Cynomys leucurus)
- Zwartstaartprairiehond (Cynomys ludovicianus)
- Mexicaanse prairiehond (Cynomys mexicanus)
- Utahprairiehond (Cynomys parvidens)
- Grote roodschenkeleekhoorn (Epixerus ebii)
- Funisciurus anerythrus
- Funisciurus bayonii
- Funisciurus carruthersi
- Kongo-eekhoorn (Funisciurus congicus)
- Funisciurus duchaillui[10]
- Funisciurus isabella
- West-Afrikaanse gestreepte eekhoorn (Funisciurus lemniscatus)
- Funisciurus leucogenys
- Funisciurus pyrropus
- Funisciurus substriatus
- Kleine zonne-eekhoorn (Heliosciurus gambianus)
- Heliosciurus mutabilis
- Heliosciurus punctatus
- Heliosciurus rufobrachium
- Ruwenzorizonne-eekhoorn (Heliosciurus ruwenzorii)
- Heliosciurus undulatus
- Altaimarmot (Marmota baibacina)
- bobakmarmot (Marmota bobak)
- Alaskamarmot (Marmota broweri)
- Grijze marmot (Marmota caligata)
- Kamtsjatkamarmot (Marmota camtschatica)
- Langstaartmarmot (Marmota caudata)
- Geelbuikmarmot (Marmota flaviventris)
- Himalayamarmot (Marmota himalayana)
- Alpenmarmot (Marmota marmota)
- Menzbiermarmot (Marmota menzbieri)
- Bosmarmot (Marmota monax)
- Mount-Olympusmarmot (Marmota olympus)
- Tarbagan (Marmota sibirica)
- Vancouvermarmot (Marmota vancouverensis)
- Afrikaanse dwergeekhoorn (Myosciurus pumilio)
- Paraxerus alexandri
- Böhmeekhoorn (Paraxerus boehmi)
- Paraxerus cepapi
- Paraxerus cooperi
- Paraxerus flavovittis
- Paraxerus lucifer
- Paraxerus ochraceus
- Roodstaarteekhoorn (Paraxerus palliatus)
- Paraxerus poensis
- Paraxerus vexillarius
- Paraxerus vincenti
- Aubinn-eekhoorn (Protoxerus aubinnii)
- Oliepalmeekhoorn (Protoxerus stangeri)
- Chinese rotseekhoorn (Sciurotamias davidianus)
- Sciurotamias forresti
- Afghaanse grondeekhoorn (Spermophilopsis leptodactylus)
- Spermophilus adocetus
- Spermophilus alashanicus
- Spermophilus annulatus
- Uintagrondeekhoorn (Spermophilus armatus)
- Spermophilus atricapillus
- Californische grondeekhoorn (Spermophilus beecheyi)
- Beldings grondeekhoorn (Spermophilus beldingi)
- Spermophilus brevicauda
- Spermophilus brunneus
- Spermophilus canus
- Siesel (Spermophilus citellus)
- Columbiaanse grondeekhoorn (Spermophilus columbianus)
- Daurische grondeekhoorn (Spermophilus dauricus)
- Spermophilus elegans
- Spermophilus erythrogenys
- Franklingrondeekhoorn (Spermophilus franklinii)
- Gele grondeekhoorn (Spermophilus fulvus)
- Mantelgrondeekhoorn (Spermophilus lateralis)
- Spermophilus madrensis
- Spermophilus major
- Mexicaanse grondeekhoorn (Spermophilus mexicanus)
- Mohavegrondeekhoorn (Spermophilus mohavensis)
- Spermophilus mollis
- Spermophilus musicus
- Spermophilus pallidicauda
- Spermophilus parryii
- Spermophilus perotensis
- Dwerggrondeekhoorn (Spermophilus pygmaeus)
- Spermophilus ralli
- Spermophilus relictus
- Richardsongrondeekhoorn (Spermophilus richardsonii)
- Spermophilus saturatus
- Gevlekte grondeekhoorn (Spermophilus spilosoma)
- Gevlekte soeslik (Spermophilus suslicus)
- Spermophilus taurensis[11]
- Rondstaartgrondeekhoorn (Spermophilus tereticaudus)
- Townsendgrondeekhoorn (Spermophilus townsendii)
- Dertienstreepgrondeekhoorn (Spermophilus tridecemlineatus)
- Parrygrondeekhoorn (Spermophilus undulatus)
- Rotsgrondeekhoorn (Spermophilus variegatus)
- Washingtongrondeekhoorn (Spermophilus washingtoni)
- Bergchipmunk (Tamias alpinus)
- Geelsparchipmunk (Tamias amoenus)
- Tamias bulleri
- Tamias canipes
- Tamias cinereicollis
- Tamias dorsalis
- Tamias durangae
- Tamias merriami
- Kleine chipmunk (Tamias minimus)
- Tamias obscurus
- Tamias ochrogenys
- Tamias palmeri
- Tamias panamintinus
- Tamias quadrimaculatus
- Coloradochipmunk (Tamias quadrivittatus)
- Tamias ruficaudus
- Tamias rufus
- Tamias senex
- Siberische grondeekhoorn (Tamias sibiricus)
- Tamias siskiyou
- Tamias sonomae
- Tamias speciosus
- oostelijke wangzakeekhoorn (Tamias striatus)
- Townsendchipmunk (Tamias townsendii)
- Tamias umbrinus
- Afrikaanse grondeekhoorn (Xerus erythropus)
- Kaapse grondeekhoorn (Xerus inauris)
- Xerus princeps
- Xerus rutilus

### FamilieSlaapmuizen(Gliridae)

#### OnderfamilieGraphiurinae
- Graphiurus angolensis
- Graphiurus christyi
- Graphiurus crassicaudatus
- Graphiurus johnstoni
- Graphiurus kelleni
- Graphiurus lorraineus
- Graphiurus microtis
- Graphiurus monardi
- Penseelstaartslaapmuis (Graphiurus murinus)
- Graphiurus nagtglasii
- Graphiurus ocularis
- Graphiurus platyops
- Graphiurus rupicola
- Graphiurus surdus

#### OnderfamilieLeithiinae
- Chaetocauda sichuanensis
- Dryomys laniger
- Dryomys niethammeri
- Bosslaapmuis (Dryomys nitedula)
- Woestijnslaapmuis (Eliomys melanurus)
- Eliomys munbyanus
- Eikelmuis (Eliomys quercinus)
- Hazelmuis (Muscardinus avellanarius)
- Transkaspische slaapmuis (Myomimus personatus)
- Ognevs slaapmuis (Myomimus roachi)
- Myomimus setzeri
- Woestijnslaapmuis (Selevinia betpakdalaensis)

#### OnderfamilieGlirinae
- Japanse slaapmuis (Glirulus japonicus)
- Relmuis (Glis glis)

### FamilieBevers(Castoridae)
- Canadese bever (Castor canadensis)
- Bever (Castor fiber)

### FamilieGoffers(Geomyidae)
- Mexicaanse goffer (Cratogeomys castanops)
- Cratogeomys fulvescens[12]
- Cratogeomys fumosus[13]
- Cratogeomys goldmani
- Merriams goffer (Cratogeomys merriami)
- Cratogeomys perotensis[12]
- Cratogeomys planiceps[13]
- Geomys arenarius
- Geomys attwateri
- Geomys breviceps
- Gewone goffer (Geomys bursarius)
- Geomys knoxjonesi
- Texasgoffer (Geomys personatus)
- Georgiagoffer (Geomys pinetis)
- Geomys texensis
- Geomys tropicalis
- Orthogeomys cavator
- Orthogeomys cherriei
- Oaxacareuzengoffer (Orthogeomys cuniculus)
- Orthogeomys dariensis
- Hamstergoffer (Orthogeomys grandis)
- Orthogeomys heterodus
- Orthogeomys hispidus
- Orthogeomys lanius
- Orthogeomys matagalpae
- Orthogeomys thaeleri
- Orthogeomys underwoodi
- Pappogeomys bulleri[14]
- Valleigoffer (Thomomys bottae)
- Thomomys bulbivorus
- Thomomys clusius
- Thomomys idahoensis
- Mazamagoffer (Thomomys mazama)
- Sierragoffer (Thomomys monticola)
- Berggoffer (Thomomys talpoides)
- Thomomys townsendii
- Dwerggoffer (Thomomys umbrinus)
- Zygogeomys trichopus

### FamilieWangzakmuizen(Heteromyidae)

#### OnderfamilieDipodomyinae
- Pacifische kangoeroegoffer (Dipodomys agilis)
- Dipodomys californicus
- Dipodomys compactus
- Woestijnkangoeroegoffer (Dipodomys deserti)
- Texaskangoeroegoffer (Dipodomys elator)
- Dipodomys gravipes
- Dipodomys heermanni
- Reuzenkangoeroerat (Dipodomys ingens)
- Merriams kangoeroegoffer (Dipodomys merriami)
- Dipodomys microps
- Dipodomys nelsoni
- Dipodomys nitratoides
- Ordkangoeroegoffer (Dipodomys ordii)
- Dipodomys panamintinus
- Dipodomys phillipsii
- Dipodomys simulans
- Dipodomys spectabilis
- Dipodomys stephensi
- Santa Cruzkangoeroegoffer (Dipodomys venustus)
- Donkere kangoeroemuisgoffer (Microdipodops megacephalus)
- Bleke kangoeroemuisgoffer (Microdipodops pallidus)

#### OnderfamilieHeteromyinae
- Heteromys anomalus
- Heteromys australis
- Heteromys desmarestianus
- Heteromys gaumeri
- Goldmanstekelmuisgoffer (Heteromys goldmani)
- Nelsons stekelmuisgoffer (Heteromys nelsoni)
- Heteromys nubicolens[15]
- Heteromys oasicus
- Heteromys oresterus
- Heteromys teleus
- Liomys adspersus
- Mexicaanse stekelmuisgoffer (Liomys irroratus)
- Pacifische stekelmuisgoffer (Liomys pictus)
- Liomys salvini
- Liomys spectabilis

#### OnderfamiliePerognathinae
- Chaetodipus arenarius
- Chaetodipus artus
- Baileymuisgoffer (Chaetodipus baileyi)
- Californische muisgoffer (Chaetodipus californicus)
- Chaetodipus dalquesti
- Chaetodipus eremicus
- Chaetodipus fallax
- Chaetodipus formosus
- Chaetodipus goldmani
- Ruige goffer (Chaetodipus hispidus)
- Chaetodipus intermedius
- Chaetodipus lineatus
- Chaetodipus nelsoni
- Chaetodipus penicillatus
- Chaetodipus pernix
- Chaetodipus rudinoris
- Chaetodipus spinatus
- Perognathus alticola
- Perognathus amplus
- Perognathus arizonensis[16]
- Wyomingmuisgoffer (Perognathus fasciatus)
- Perognathus flavescens
- Zijdeharige muisgoffer (Perognathus flavus)
- Perognathus inornatus
- Perognathus longimembris
- Perognathus merriami
- Kleine muisgoffer (Perognathus parvus)

### FamilieJerboa's(Dipodidae)

#### OnderfamilieAllactaginae
- Allactaga balikunica
- Gobipaardenspringmuis (Allactaga bullata)
- Allactaga elater
- Allactaga euphratica
- Perzische woestijnspringmuis (Allactaga firouzi)
- Hotsonpaardenspringmuis (Allactaga hotsoni)
- Grote paardenspringmuis (Allactaga major)
- Allactaga severtzovi
- Siberische paardenspringmuis (Allactaga sibirica)
- Vierteenrenmuis (Allactaga tetradactyla)
- Allactaga vinogradovi
- Allactaga williamsi
- Allactodipus bobrinskii
- Pygeretmus platyurus
- Pygeretmus pumilio
- Pygeretmus shitkovi

#### OnderfamilieDwergspringmuizen(Cardiocraniinae)
- Vijfteendwergspringmuis (Cardiocranius paradoxus)
- Salpingotulus michaelis
- Koslowdwergspringmuis (Salpingotus crassicauda)
- Salpingotus heptneri
- Salpingotus kozlovi
- Salpingotus pallidus
- Salpingotus thomasi

#### OnderfamilieDipodinae
- Ruigvoetspringmuis (Dipus sagitta)
- Lichtensteinspringmuis (Eremodipus lichtensteini)
- Jaculus blanfordi
- Kleine woestijnspringmuis (Jaculus jaculus)
- Grote woestijnspringmuis (Jaculus orientalis)
- Kamteenspringmuis (Paradipus ctenodactylus)
- Stylodipus andrewsi
- Stylodipus sungorus
- Stylodipus telum

#### OnderfamilieEuchoreutinae
- Grootoorspringmuis (Euchoreutes naso)

#### OnderfamilieSicistinae
- Armeense berkenmuis (Sicista armenica)
- Berkenmuis (Sicista betulina)
- Sicista caucasica
- Sicista caudata
- Sicista concolor
- Sicista kazbegica
- Sicista kluchorica
- Sicista napaea
- Sicista pseudonapaea
- Sicista severtzovi
- Sicista strandi
- Driekleurige muis (Sicista subtilis)
- Sicista tianshanica

#### OnderfamilieHuppelmuizen(Zapodinae)
- Chinese huppelmuis (Eozapus setchuanus)
- Boshuppelmuis (Napaeozapus insignis)
- Graslandhuppelmuis (Zapus hudsonius)
- Westelijke huppelmuis (Zapus princeps)
- Pacifische huppelmuis (Zapus trinotatus)

### FamilieDwergslaapmuizen(Platacanthomyidae)
- Zuid-Indische stekelslaapmuis (Platacanthomys lasiurus)
- Chinese dwergslaapmuis (Typhlomys cinereus)

### FamilieSpalacidae

#### OnderfamilieMyospalacinae
- Eospalax fontanierii
- Eospalax rothschildi
- Eospalax smithii
- Daurische molhamster (Myospalax aspalax)
- Molhamster (Myospalax myospalax)
- Chinese molhamster (Myospalax psilurus)

#### OnderfamilieBamboeratten(Rhizomyinae)
- Kleine bamboerat (Cannomys badius)
- Rhizomys pruinosus
- Chinese bamboerat (Rhizomys sinensis)
- Sumatraanse bamboerat (Rhizomys sumatrensis)

#### OnderfamilieBlinde muizen(Spalacinae)
- Spalax arenarius
- Spalax carmeli
- Ehrenbergs blinde muis (Spalax ehrenbergi)
- Spalax galili
- Spalax giganteus
- Spalax golani
- Oostelijke blindmol (Spalax graecus)
- Spalax judaei
- Westelijke blinde muis (Spalax leucodon)
- Oostelijke blinde muis (Spalax microphthalmus)
- Nannospalax munzuri[17]
- Spalax nehringi
- Nannospalax tuncelicus
- Spalax uralensis
- Spalax zemni

#### OnderfamilieTachyoryctinae
- Tachyoryctes ankoliae
- Tachyoryctes annectens
- Tachyoryctes audax
- Gewone molrat (Tachyoryctes daemon)
- Tachyoryctes ibeanus
- Reuzenmolrat (Tachyoryctes macrocephalus)
- Tachyoryctes naivashae
- Tachyoryctes rex
- Witvlekmolrat (Tachyoryctes ruandae)
- Tachyoryctes ruddi
- Tachyoryctes spalacinus
- Oost-Afrikaanse molrat (Tachyoryctes splendens)
- Tachyoryctes storeyi

### FamilieMuishamsters(Calomyscidae)
- Calomyscus bailwardi
- Calomyscus baluchi
- Calomyscus elburzensis
- Calomyscus hotsoni
- Calomyscus mystax
- Calomyscus tsolovi
- Calomyscus urartensis

### FamilieNesomyidae

#### OnderfamilieHamsterratten(Cricetomyinae)
- Beamys hindei
- Beamys major
- Cricetomys ansorgei
- Eminhamsterrat (Cricetomys emini)
- Gambiahamsterrat (Cricetomys gambianus)
- Cricetomys kivuensis
- Saccostomus campestris
- Saccostomus mearnsi

#### OnderfamilieDelanymyinae
- Delanymys brooksi

#### OnderfamilieBoommuizen(Dendromurinae)
- Aalstreepboommuis (Dendromus insignis)
- Dendromus kahuziensis
- Dendromus leucostomus
- Dendromus lovati
- Dendromus melanotis
- Brants boommuis (Dendromus mesomelas)
- Dendromus messorius
- Dendromus mystacalis
- Dendromus nyasae
- Dendromus nyikae
- Dendromus oreas
- Afrikaanse boommuis (Dendromus vernayi)
- Dendroprionomys rousseloti
- Malacothrix typica
- Megadendromus nikolausi
- Prionomys batesi
- Steatomys bocagei
- Steatomys caurinus
- Steatomys cuppedius
- Steatomys jacksoni
- Steatomys krebsii
- Steatomys opimus
- Steatomys parvus
- Vetmuis (Steatomys pratensis)

#### OnderfamilieMystromyinae
- Witstaarthamster (Mystromys albicaudatus)

#### OnderfamilieNesomyinae
- Kortvoeteilandrat (Brachytarsomys albicauda)
- Brachytarsomys villosa
- Brachyuromys betsileoensis
- Brachyuromys ramirohitra
- Eliurus antsingy
- Eliurus danieli[18]
- Eliurus ellermani
- Eliurus grandidieri
- Eliurus majori
- Eliurus minor
- Eliurus myoxinus
- Witpluimstaarteilandrat (Eliurus penicillatus)
- Eliurus petteri
- Eliurus tanala
- Eliurus webbi
- Gymnuromys roberti
- Madagaskarreuzenrat (Hypogeomys antimena)
- Macrotarsomys bastardi
- Grote grootpooteilandmuis (Macrotarsomys ingens)
- Macrotarsomys petteri[19]
- Monticolomys koopmani
- Nesomys audeberti
- Lambertonmadagascarrat (Nesomys lambertoni)
- Gewone Madagaskarrat (Nesomys rufus)
- Voalavo antsahabensis[20]
- Voalavo gymnocaudus

#### OnderfamiliePetromyscinae
- Petromyscus barbouri
- Petromyscus collinus
- Petromyscus monticularis
- Petromyscus shortridgei

### FamilieMuridae

#### OnderfamilieDeomyinae
- Acomys airensis
- Egyptische stekelmuis (Acomys cahirinus)
- Acomys chudeaui
- Acomys cilicicus
- Acomys cineraceus
- Sinaïstekelmuis (Acomys dimidiatus)
- Acomys ignitus
- Acomys johannis
- Acomys kempi
- Acomys louisae
- Kretenzische stekelmuis (Acomys minous)
- Acomys mullah
- Acomys nesiotes
- Acomys percivali
- Gouden stekelmuis (Acomys russatus)
- Acomys seurati
- Acomys spinosissimus
- Acomys subspinosus
- Acomys wilsoni
- Deomys ferrugineus
- Lophuromys angolensis
- Lophuromys ansorgei
- Lophuromys aquilus
- Lophuromys brevicaudus
- Lophuromys brunneus
- Lophuromys chercherensis[21]
- Lophuromys chrysopus
- Lophuromys dieterleni
- Lophuromys dudui
- Lophuromys eisentrauti
- Lophuromys flavopunctatus
- Lophuromys huttereri
- Lophuromys kilonzoi[22]
- Lophuromys laticeps[22]
- Lophuromys luteogaster
- Lophuromys machangui[22]
- Lophuromys makundii[22]
- Lophuromys margarettae[22]
- Lophuromys medicaudatus
- Lophuromys melanonyx
- Lophuromys menageshae[21]
- Lophuromys nudicaudus
- Lophuromys pseudosikapusi[21]
- Lophuromys rahmi
- Lophuromys rita[22]
- Lophuromys roseveari
- Lophuromys sabunii[22]
- Lophuromys sikapusi
- Lophuromys simensis[21]
- Lophuromys stanleyi[22]
- Lophuromys verhageni
- Woosnamborstelhaarmuis (Lophuromys woosnami)
- Lophuromys zena
- Uranomys ruddi

#### OnderfamilieGerbils(Gerbillinae)
- Ammodillus imbellis
- Brachiones przewalskii
- Desmodilliscus braueri
- Desmodillus auricularis
- Dipodillus bottai
- Veldrenmuis (Dipodillus campestris)
- Dipodillus dasyurus
- Dipodillus harwoodi
- Dipodillus jamesi
- Lowes renmuis (Dipodillus lowei)
- Dipodillus mackillingini
- Dipodillus maghrebi
- Dipodillus rupicola
- Dipodillus simoni
- Dipodillus somalicus
- Dipodillus stigmonyx
- Dipodillus zakariai
- Gerbilliscus afra
- Gerbilliscus boehmi
- Gerbilliscus brantsii
- Gerbilliscus gambiana[23]
- Gerbilliscus guineae
- Gerbilliscus inclusus
- Gerbilliscus kempi
- Gerbilliscus leucogaster
- Gerbilliscus nigricauda
- Gerbilliscus phillipsi
- Gerbilliscus robusta
- Gerbilliscus vallinus
- Zuid-Afrikaanse renmuis (Gerbillurus paeba)
- Gerbillurus setzeri
- Gerbillurus tytonis
- Gerbillurus valida
- Gerbillus acticola
- Gerbillus agag
- Gerbillus amoenus
- Gerbillus andersoni
- Gerbillus aquilus
- Gerbillus brockmani
- Burtons renmuis (Gerbillus burtoni)
- Gerbillus cheesmani
- Gerbillus dongolanus
- Gerbillus dunni
- Gerbillus famulus
- Flowers renmuis (Gerbillus floweri)
- Noord-Afrikaanse renmuis (Gerbillus garamantis)
- Kleine Egyptische renmuis (Gerbillus gerbillus)
- Gerbillus gleadowi
- Grobbens renmuis (Gerbillus grobbeni)
- Gerbillus henleyi
- Gerbillus hesperinus
- Hoogstraals renmuis (Gerbillus hoogstraali)
- Gerbillus latastei
- Mauretaanse renmuis (Gerbillus mauritaniae)
- Gerbillus mesopotamiae
- Gerbillus muriculus
- Gerbillus nancillus
- Gerbillus nanus
- Gerbillus nigeriae
- Westelijke renmuis (Gerbillus occiduus)
- Gerbillus perpallidus
- Gerbillus poecilops
- Hoofdrenmuis (Gerbillus principulus)
- Gerbillus pulvinatus
- Gerbillus pusillus
- Grote Egyptische renmuis (Gerbillus pyramidum)
- Gerbillus rosalinda
- Zandrenmuis (Gerbillus syrticus)
- Gerbillus tarabuli
- Gerbillus vivax
- Gerbillus watersi
- Meriones arimalius
- Chengs woestijnmuis (Meriones chengi)
- Meriones crassus
- Meriones dahli
- Meriones grandis
- Meriones hurrianae
- Meriones libycus
- Meriones meridianus
- Perzische woestijnmuis (Meriones persicus)
- Meriones rex
- Meriones sacramenti
- Shawwoestijnmuis (Meriones shawi)
- Meriones tamariscinus
- Turkse zandmuis (Meriones tristrami)
- Mongoolse renmuis (Meriones unguiculatus)
- Meriones vinogradovi
- Meriones zarudnyi
- Microdillus peeli
- Dikstaartgerbil (Pachyuromys duprasi)
- Psammomys obesus
- Psammomys vexillaris
- Grote renmuis (Rhombomys opimus)
- Sekeetamys calurus
- Indische naaktzoolrenmuis (Tatera indica)
- Taterillus arenarius
- Taterillus congicus
- Kleine naaktzoolrenmuis (Taterillus emini)
- Taterillus gracilis
- Taterillus harringtoni
- Taterillus lacustris
- Taterillus petteri
- Taterillus pygargus
- Taterillus tranieri

#### OnderfamilieLeimacomyinae
- Groeftandbosmuis (Leimacomys buettneri)

#### OnderfamilieMuizen en ratten van de Oude Wereld(Murinae)
- Abditomys latidens
- Abeomelomys sevia
- Aethomys bocagei
- Aethomys chrysophilus
- Aethomys hindei
- Aethomys ineptus
- Aethomys kaiseri
- Aethomys nyikae
- Aethomys silindensis
- Aethomys stannarius
- Aethomys thomasi
- Anisomys imitator
- Anonymomys mindorensis
- Brandmuis (Apodemus agrarius)
- Alpenbosmuis (Apodemus alpicola)
- Apodemus argenteus
- Apodemus avicennicus[24]
- Apodemus chevrieri
- Apodemus draco
- Apodemus epimelas
- Geelhalsbosmuis (Apodemus flavicollis)
- Apodemus gurkha
- Apodemus hyrcanicus
- Apodemus latronum
- Rotsmuis (Apodemus mystacinus)
- Apodemus pallipes
- Apodemus peninsulae
- Apodemus ponticus
- Apodemus rusiges
- Apodemus semotus
- Apodemus speciosus
- Bosmuis (Apodemus sylvaticus)
- Kleine bosmuis (Apodemus uralensis)
- Apodemus witherbyi
- Apomys abrae
- Apomys camiguinensis[25]
- Apomys datae
- Apomys gracilirostris
- Apomys hylocetes
- Apomys insignis
- Apomys littoralis
- Apomys microdon
- Apomys musculus
- Apomys sacobianus
- Archboldomys kalinga[26]
- Archboldomys luzonensis
- Archboldomys musseri
- Arvicanthis abyssinicus
- Arvicanthis ansorgei
- Arvicanthis blicki
- Arvicanthis nairobae
- Arvicanthis neumanni
- Koesoegrasrat (Arvicanthis niloticus)
- Arvicanthis rufinus
- Bergbeverrat (Baiyankamys habbema)[27]
- Baiyankamys shawmayeri[27]
- Indische pestrat (Bandicota bengalensis)
- Indische borstelrat (Bandicota indica)
- Bandicota savilei
- Batomys dentatus
- Batomys granti
- Batomys russatus
- Batomys salomonseni
- Berylmys berdmorei
- Berylmys bowersi
- Berylmys mackenziei
- Berylmys manipulus
- Bullimus bagobus
- Bullimus gamay
- Bullimus luzonicus
- Bunomys andrewsi
- Bunomys chrysocomus
- Bunomys coelestis
- Bunomys fratrorum
- Bunomys penitus
- Bunomys prolatus
- Carpomys melanurus
- Carpomys phaeurus
- Chiromyscus chiropus
- Chiropodomys calamianensis
- Pluimstaartbamboemuis (Chiropodomys gliroides)
- Chiropodomys karlkoopmani
- Chiropodomys major
- Chiropodomys muroides
- Chiropodomys pusillus
- Chiruromys forbesi
- Chiruromys lamia
- Chiruromys vates
- Mount Isarog-gestreepte rat (Chrotomys gonzalesi)
- Chrotomys mindorensis
- Chrotomys sibuyanensis[28]
- Chrotomys silaceus
- Chrotomys whiteheadi
- Coccymys albidens
- Coccymys ruemmleri
- Colomys goslingi
- Witvoetboomrat (Conilurus albipes)
- Conilurus penicillatus
- Coryphomys buehleri
- Crateromys australis
- Crateromys heaneyi
- Ilinnevelrat (Crateromys paulus)
- Schadenbergschorsrat (Crateromys schadenbergi)
- Cremnomys cutchicus
- Cremnomys elvira
- Moncktonbeverrat (Crossomys moncktoni)
- Crunomys celebensis
- Noord-Luzonneusrat (Crunomys fallax)
- Crunomys melanius
- Crunomys suncoides
- Dacnomys millardi
- Dasymys alleni[29]
- Dasymys cabrali
- Dasymys foxi
- Dasymys incomtus
- Dasymys montanus
- Dasymys nudipes
- Dasymys rufulus
- Dasymys rwandae
- Dasymys sua
- Dephomys defua
- Dephomys eburneae
- Desmomys harringtoni
- Desmomys yaldeni
- Diomys crumpi
- Diplothrix legata
- Echiothrix centrosa
- Echiothrix leucura
- Eropeplus canus
- Golunda ellioti
- Grammomys aridulus
- Grammomys buntingi
- Grammomys caniceps
- Grammomys cometes
- Grammomys dolichurus
- Grammomys dryas
- Grammomys gigas
- Grammomys ibeanus
- Grammomys kuru
- Grammomys macmillani
- Grammomys minnae
- Grammomys poensis
- Hadromys humei
- Hadromys yunnanensis
- Haeromys margarettae
- Haeromys minahassae
- Haeromys pusillus
- Hapalomys delacouri
- Hapalomys longicaudatus
- Heimyscus fumosus
- Hybomys badius
- Hybomys basilii
- Hybomys lunaris
- Hybomys planifrons
- Hybomys trivirgatus
- Hybomys univittatus
- Australische beverrat (Hydromys chrysogaster)
- Hydromys hussoni
- Beverrat van Nieuw-Brittannië (Hydromys neobritannicus)
- Hydromys ziegleri[27]
- Hylomyscus aeta
- Hylomyscus alleni
- Hylomyscus anselli[30]
- Hylomyscus arcimontensis[30]
- Hylomyscus baeri
- Hylomyscus carillus
- Hylomyscus denniae
- Hylomyscus endorobae[31]
- Hylomyscus grandis
- Hylomyscus parvus
- Hylomyscus stella
- Hylomyscus vulcanorum[31]
- Hylomyscus walterverheyeni[32]
- Hyomys dammermani
- Hyomys goliath
- Kadarsanomys sodyi
- Komodomys rintjanus
- Lamottemys okuensis
- Leggadina forresti
- Leggadina lakedownensis
- Zebragrasmuis (Lemniscomys barbarus)
- Lemniscomys bellieri
- Aalstreepgrasmuis (Lemniscomys griselda)
- Lemniscomys hoogstraali
- Lemniscomys linulus
- Lemniscomys macculus
- Lemniscomys mittendorfi
- Lemniscomys rosalia
- Lemniscomys roseveari
- Gestreepte grasmuis (Lemniscomys striatus)
- Lemniscomys zebra
- Lenomys meyeri
- Lenothrix canus
- Leopoldamys ciliatus
- Leopoldamys edwardsi
- Leopoldamys milleti
- Leopoldamys neilli
- Leopoldamys sabanus
- Leopoldamys siporanus
- Leporillus apicalis
- Langoorhaasrat (Leporillus conditor)
- Grootpootwaterrat (Leptomys elegans)
- Leptomys ernstmayri
- Flywaterrat (Leptomys signatus)
- Limnomys bryophilus
- Limnomys sibuanus
- Lorentzimys nouhuysi
- Slanke kleintandrat (Macruromys elegans)
- Macruromys major
- Madromys blanfordi
- Malacomys cansdalei
- Malacomys edwardsi
- Malacomys longipes
- Mallomys aroaensis
- Bergwolrat (Mallomys gunung)
- Mallomys istapantap
- Gladstaartreuzenrat (Mallomys rothschildi)
- Malpaisomys insularis
- Mammelomys lanosus
- Mammelomys rattoides
- Margaretamys beccarii
- Margaretamys elegans
- Margaretamys parvus
- Mastacomys fuscus
- Mastomys awashensis
- Mastomys coucha
- Mastomys erythroleucus
- Mastomys huberti
- Mastomys kollmannspergeri
- Veeltepelmuis (Mastomys natalensis)
- Mastomys pernanus
- Mastomys shortridgei
- Maxomys alticola
- Maxomys baeodon
- Maxomys bartelsii
- Maxomys dollmani
- Maxomys hellwaldii
- Maxomys hylomyoides
- Maxomys inas
- Maxomys inflatus
- Maxomys moi
- Maxomys musschenbroekii
- Maxomys ochraceiventer
- Maxomys pagensis
- Maxomys panglima
- Maxomys rajah
- Maxomys surifer
- Maxomys wattsi
- Maxomys whiteheadi
- Melasmothrix naso
- Melomys aerosus
- Melomys arcium
- Melomys bannisteri
- Melomys bougainville
- Melomys burtoni
- Melomys capensis
- Melomys caurinus
- Melomys cervinipes
- Melomys cooperae
- Melomys dollmani
- Melomys fraterculus
- Melomys frigicola
- Melomys fulgens
- Melomys howi
- Melomys leucogaster
- Melomys lutillus
- Melomys matambuai
- Melomys obiensis
- Melomys paveli
- Bramble Cay-mozaïekstaartrat (Melomys rubicola)
- Melomys rufescens
- Melomys spechti
- Melomys talaudium
- Mesembriomys gouldii
- Mesembriomys macrurus
- Micaelamys granti
- Micaelamys namaquensis
- Microhydromys musseri
- Microhydromys richardsoni
- Dwergmuis (Micromys minutus)
- Millardia gleadowi
- Millardia kathleenae
- Millardia kondana
- Millardia meltada
- Muriculus imberbis
- Mus baoulei
- Mus booduga
- Mus bufo
- Mus callewaerti
- Mus caroli
- Mus cervicolor
- Mus cookii
- Mus crociduroides
- Mus cypriacus[33]
- Mus famulus
- Mus fernandoni
- Mus fragilicauda
- Mus goundae
- Mus haussa
- Mus indutus
- Macedonische huismuis (Mus macedonicus)
- Mus mahomet
- Mus mattheyi
- Mus mayori
- Afrikaanse dwergmuis (Mus minutoides)
- Mus musculoides
- Huismuis (Mus musculus)
- Mus neavei
- Mus nitidulus[34]
- Mus orangiae
- Mus oubanguii
- Mus pahari
- Mus phillipsi
- Mus platythrix
- Mus saxicola
- Mus setulosus
- Mus setzeri
- Mus shortridgei
- Mus sorella
- Steppemuis (Mus spicilegus)
- Algerijnse muis (Mus spretus)
- Mus tenellus
- Mus terricolor
- Mus triton
- Mus vulcani
- Mylomys dybowskii
- Mylomys rex
- Myomyscus angolensis
- Myomyscus brockmani
- Myomyscus verreauxii
- Myomyscus yemeni
- Nesokia bunnii
- Kortstaartmolrat (Nesokia indica)
- Nesoromys ceramicus
- Nilopegamys plumbeus
- Niviventer andersoni
- Niviventer brahma
- Niviventer cameroni
- Niviventer confucianus
- Niviventer coninga
- Niviventer cremoriventer
- Niviventer culturatus
- Niviventer eha
- Niviventer excelsior
- Niviventer fraternus
- Niviventer fulvescens
- Niviventer hinpoon
- Niviventer langbianis
- Niviventer lepturus
- Niviventer niviventer
- Niviventer rapit
- Niviventer tenaster
- Australische springmuis (Notomys alexis)
- Notomys amplus
- Notomys aquilo
- Bruine Australische springmuis (Notomys cervinus)
- Notomys fuscus
- Notomys longicaudatus
- Notomys macrotis
- Notomys mitchellii
- Notomys mordax
- Afrikaanse roodneusrat (Oenomys hypoxanthus)
- Oenomys ornatus
- Palawanomys furvus
- Papagomys armandvillei
- Papagomys theodorverhoeveni
- Parahydromys asper
- Paraleptomys rufilatus
- Paraleptomys wilhelmina
- Paramelomys gressitti
- Paramelomys levipes
- Paramelomys lorentzii
- Paramelomys mollis
- Paramelomys moncktoni
- Paramelomys naso
- Paramelomys platyops
- Paramelomys rubex
- Paramelomys steini
- Paruromys dominator
- Paulamys naso
- Pelomys campanae
- Pelomys fallax
- Pelomys hopkinsi
- Pelomys isseli
- Pelomys minor
- Bonte reuzenschorsrat (Phloeomys cumingi)
- Phloeomys pallidus
- Pithecheir melanurus
- Pithecheir parvus
- Pithecheirops otion
- Pogonomelomys brassi[35]
- Laaglandborstelmuis (Pogonomelomys bruijni)
- Pogonomelomys mayeri
- Pogonomys championi
- Pogonomys fergussoniensis
- Pogonomys loriae
- Pogonomys macrourus
- Pogonomys sylvestris
- Praomys daltoni
- Praomys degraafi
- Praomys delectorum
- Praomys derooi
- Praomys hartwigi
- Praomys jacksoni
- Praomys lukolelae
- Praomys minor
- Praomys misonnei
- Harlekijnbosmuis (Praomys morio)
- Praomys mutoni
- Praomys obscurus
- Praomys petteri
- Praomys rostratus
- Praomys tullbergi
- Praomys verschureni
- Protochromys fellowsi
- Pseudohydromys ellermani
- Pseudohydromys fuscus
- Pseudohydromys germani[36]
- Oostelijke neusmuis (Pseudohydromys murinus)
- Pseudohydromys occidentalis
- Pseudomys albocinereus
- Pseudomys apodemoides
- Pseudomys australis
- Pseudomys bolami
- Pseudomys calabyi
- Pseudomys chapmani
- Pseudomys delicatulus
- Pseudomys desertor
- Alice Springs-muis (Pseudomys fieldi)
- Pseudomys fumeus
- Blauwgrijze muis (Pseudomys glaucus)
- Pseudomys gouldii
- Pseudomys gracilicaudatus
- Hermannsburgdwergmuis (Pseudomys hermannsburgensis)
- Pseudomys higginsi
- Pseudomys johnsoni
- Pseudomys laborifex
- Pseudomys nanus
- Pseudomys novaehollandiae
- Pseudomys occidentalis
- Pseudomys oralis
- Pseudomys patrius
- Pseudomys pilligaensis
- Pseudomys shortridgei
- Rattus adustus
- Rattus andamanensis
- Rattus annandalei
- Rattus arfakiensis
- Rattus argentiventer
- Rattus arrogans
- Rattus baluensis
- Rattus blangorum
- Rattus bontanus
- Rattus burrus
- Rattus colletti
- Rattus elaphinus
- Engganorat (Rattus enganus)
- Rattus everetti
- Polynesische rat (Rattus exulans)
- Rattus feliceus
- Rattus foersteri[35]
- Rattus fuscipes
- Rattus giluwensis
- Rattus hainaldi
- Rattus hoffmanni
- Rattus hoogerwerfi
- Rattus jobiensis
- Rattus koopmani
- Rattus korinchi
- Rattus leucopus
- Rattus losea
- Rattus lugens
- Rattus lutreolus
- Rattus macleari
- Rattus marmosurus
- Rattus mindorensis
- Rattus mollicomulus
- Nillubergrat (Rattus montanus)
- Rattus mordax
- Rattus morotaiensis
- Rattus nativitatis
- Rattus niobe
- Rattus nitidus
- Bruine rat (Rattus norvegicus)
- Rattus novaeguineae
- Rattus omichlodes
- Rattus osgoodi
- Rattus palmarum
- Rattus pelurus
- Rattus pococki
- Rattus praetor
- Rattus pyctoris
- Rattus ranjiniae
- Zwarte rat (Rattus rattus)
- Rattus richardsoni
- Rattus salocco
- Rattus sanila
- Rattus satarae
- Rattus simalurensis
- Rattus sordidus
- Rattus steini
- Rattus stoicus
- Aziatische zwarte rat (Rattus tanezumi)
- Rattus tawitawiensis
- Rattus timorensis
- Rattus tiomanicus
- Rattus tunneyi
- Rattus unicolor[35]
- Rattus vandeuseni
- Rattus verecundus
- Rattus villosissimus
- Rattus xanthurus
- Rhabdomys dilectus
- Streepmuis (Rhabdomys pumilio)
- Rhagamys orthodon
- Rhynchomys banahao[37]
- Rhynchomys isarogensis
- Neusrat (Rhynchomys soricoides)
- Rhynchomys tapulao[37]
- Saxatilomys paulinae[38]
- Solomys ponceleti
- Solomys salamonis
- Solomys salebrosus
- Solomys sapientis
- Solomys spriggsarum
- Sommeromys macrorhinos
- Spelaeomys florensis
- Srilankamys ohiensis
- Stenocephalemys albipes
- Stenocephalemys albocaudata
- Stenocephalemys griseicauda
- Stenocephalemys ruppi
- Stochomys longicaudatus
- Sundamys infraluteus
- Sundamys maxi
- Müllers rat (Sundamys muelleri)
- Taeromys arcuatus
- Taeromys callithrichus
- Taeromys celebensis
- Taeromys hamatus
- Taeromys microbullatus
- Taeromys punicans
- Taeromys taerae
- Tarsomys apoensis
- Tarsomys echinatus
- Tateomys macrocercus
- Tateomys rhinogradoides
- Thallomys loringi
- Thallomys nigricauda
- Thallomys paedulcus
- Thallomys shortridgei
- Thamnomys kempi
- Thamnomys major
- Thamnomys venustus
- Ryukyustekelrat (Tokudaia muenninki)
- Tokudaia osimensis
- Tokudaia tokunoshimensis[39]
- Tonkinomys daovantieni[40]
- Tryphomys adustus
- Bergmozaïekstaartrat (Uromys anak)
- Uromys boeadii
- Mozaïekstaartrat (Uromys caudimaculatus)
- Uromys emmae
- Uromys hadrourus
- Uromys imperator
- Uromys neobritannicus
- Uromys nero[35]
- Uromys porculus
- Uromys rex
- Uromys scaphax[35]
- Uromys siebersi
- Vandeleuria nilagirica
- Vandeleuria nolthenii
- Langstaartige Indische boommuis (Vandeleuria oleracea)
- Vernaya fulva
- Xenuromys barbatus
- Onechte waterrat (Xeromys myoides)
- Zelotomys hildegardeae
- Zelotomys woosnami
- Zyzomys argurus
- Zyzomys maini
- Carpentarische rotsrat (Zyzomys palatilis)
- Australische rotsrat (Zyzomys pedunculatus)
- Zyzomys woodwardi

#### OnderfamilieOtomyinae
- Myotomys sloggetti
- Myotomys unisulcatus
- Otomys anchietae
- Otomys angoniensis
- Otomys barbouri
- Otomys burtoni
- Otomys cuanzensis
- Otomys dartmouthi
- Bergoorrat (Otomys denti)
- Otomys dollmani
- Moerasrat (Otomys irroratus)
- Otomys jacksoni
- Otomys lacustris
- Otomys laminatus
- Otomys maximus
- Otomys occidentalis
- Otomys orestes
- Otomys saundersiae
- Otomys tropicalis
- Otomys typus
- Otomys uzungwensis
- Brants' fluitrat (Parotomys brantsii)
- Parotomys littledalei

### FamilieCricetidae

#### OnderfamilieWoelmuizen(Arvicolinae)
- Alticola albicaudus
- Alticola argentatus
- Alticola barakshin
- Alticola lemminus
- Alticola macrotis
- Alticola montosa
- Alticola olchonensis
- Mongoolse bergwoelmuis (Alticola roylei)
- Alticola semicanus
- Alticola stoliczkanus
- Bergwoelmuis (Alticola strelzowi)
- Alticola tuvinicus
- Arborimus albipes
- Arborimus longicaudus
- Arborimus pomo
- Woelrat (Arvicola amphibius)
- West-Europese woelrat (Arvicola sapidus)
- Bergwoelrat (Arvicola scherman)
- Blanfordimys afghanus
- Blanfordimys bucharicus
- Caryomys eva
- Caryomys inez
- Chionomys gud
- Sneeuwmuis (Chionomys nivalis)
- Chionomys roberti
- Groenlandse halsbandlemming (Dicrostonyx groenlandicus)
- Gekraagde lemming (Dicrostonyx hudsonius)
- Dicrostonyx nelsoni
- Dicrostonyx nunatakensis
- Dicrostonyx richardsoni
- Halsbandlemming (Dicrostonyx torquatus)
- Dicrostonyx unalascensis
- Dicrostonyx vinogradovi
- Bergmuis (Dinaromys bogdanovi)
- Ellobius alaicus
- Zuidelijke aardlemming (Ellobius fuscocapillus)
- Ellobius lutescens
- Blinde woelmuis (Ellobius talpinus)
- Ellobius tancrei
- Eolagurus luteus
- Eolagurus przewalskii
- Eothenomys cachinus
- Eothenomys chinensis
- Eothenomys custos
- Zwartbuikwoelmuis (Eothenomys melanogaster)
- Eothenomys miletus
- Eothenomys olitor
- Eothenomys proditor
- Eothenomys wardi
- Hyperacrius fertilis
- Hyperacrius wynnei
- Steppelemming (Lagurus lagurus)
- Steppewoelmuis (Lasiopodomys brandtii)
- Lasiopodomys fuscus
- Lasiopodomys mandarinus
- Lemmiscus curtatus
- Amoerlemming (Lemmus amurensis)
- Berglemming (Lemmus lemmus)
- Lemmus portenkoi
- Siberische lemming (Lemmus sibiricus)
- Bruine lemming (Lemmus trimucronatus)
- Microtus abbreviatus
- Aardmuis (Microtus agrestis)
- Microtus anatolicus
- Veldmuis (Microtus arvalis)
- Microtus bavaricus
- Microtus brachycercus
- Strandwoelmuis (Microtus breweri)
- Cabrerawoelmuis (Microtus cabrerae)
- Californische woelmuis (Microtus californicus)
- Microtus canicaudus
- Geelneuswoelmuis (Microtus chrotorrhinus)
- Microtus clarkei
- Microtus daghestanicus
- Microtus dogramacii
- Provençaalse woelmuis (Microtus duodecimcostatus)
- Evorskwoelmuis (Microtus evoronensis)
- Feltens woelmuis (Microtus felteni)
- Microtus fortis
- Pyrenese woelmuis (Microtus gerbei)
- Microtus gregalis
- Microtus guatemalensis
- Mediterrane woelmuis (Microtus guentheri)
- Microtus ilaeus
- Microtus irani
- Microtus kikuchii
- Oostelijke veldmuis (Microtus levis)
- Microtus liechtensteini
- Microtus limnophilus
- Langstaartwoelmuis (Microtus longicaudus)
- Baskische woelmuis (Microtus lusitanicus)
- Microtus majori
- Microtus maximowiczii
- Mexicaanse woelmuis (Microtus mexicanus)
- Microtus middendorffii
- Alaskawoelmuis (Microtus miurus)
- Microtus mongolicus
- Microtus montanus
- Microtus montebelli
- Muiskwoelmuis (Microtus mujanensis)
- Fatio's woelmuis (Microtus multiplex)
- Microtus oaxacensis
- Prairiewoelmuis (Microtus ochrogaster)
- Noordse woelmuis (Microtus oeconomus)
- Oregonwoelmuis (Microtus oregoni)
- Microtus paradoxus
- Graslandwoelmuis (Microtus pennsylvanicus)
- Dennenwoelmuis (Microtus pinetorum)
- Microtus qazvinensis
- Microtus quasiater
- Richardsonwoelmuis (Microtus richardsoni)
- Microtus sachalinensis
- Savi's woelmuis (Microtus savii)
- Microtus schelkovnikovi
- Microtus schidlovskii
- Microtus socialis
- Ondergrondse woelmuis (Microtus subterraneus)
- Tatrawoelmuis (Microtus tatricus)
- Thomas' woelmuis (Microtus thomasi)
- Townsendwoelmuis (Microtus townsendii)
- Microtus transcaspicus
- Microtus umbrosus
- Geelwangwoelmuis (Microtus xanthognathus)
- Myodes andersoni
- Myodes californicus
- Myodes centralis
- Noordelijke rosse woelmuis (Myodes gapperi)
- Rosse woelmuis (Myodes glareolus)
- Myodes imaizumii
- Myodes regulus
- Myodes rex
- Rosgrijze woelmuis (Myodes rufocanus)
- Kleine rosse woelmuis (Myodes rutilus)
- Myodes shanseius
- Myodes smithii
- Boslemming (Myopus schisticolor)
- Neodon forresti
- Neodon irene
- Neodon juldaschi
- Neodon sikimensis
- Floridawaterrat (Neofiber alleni)
- Muskusrat (Ondatra zibethicus)
- Phaiomys leucurus
- Phenacomys intermedius
- Phenacomys ungava
- Proedromys bedfordi
- Proedromys liangshanensis[41]
- Prometheuswoelmuis (Prometheomys schaposchnikowi)
- Noordelijke lemmingmuis (Synaptomys borealis)
- Zuidelijke lemmingmuis (Synaptomys cooperi)
- Volemys millicens
- Volemys musseri

#### OnderfamilieHamsters(Cricetinae)
- Mongoolse dwerghamster (Allocricetulus curtatus)
- Eversmanndwerghamster (Allocricetulus eversmanni)
- Cansumys canus
- Cricetulus alticola
- Daurische dwerghamster (Cricetulus barabensis)
- Cricetulus kamensis
- Langstaartdwerghamster (Cricetulus longicaudatus)
- Trekhamster (Cricetulus migratorius)
- Cricetulus sokolovi
- Gewone hamster (Cricetus cricetus)
- Goudhamster (Mesocricetus auratus)
- Mesocricetus brandti
- Roemeense hamster (Mesocricetus newtoni)
- Mesocricetus nigriculus[42]
- Balkanhamster (Mesocricetus raddei)
- Phodopus campbelli
- Woestijndwerghamster (Phodopus roborovskii)
- Dzjoengaarse dwerghamster (Phodopus sungorus)
- Rathamster (Tscherskia triton)

#### OnderfamilieLophiomyinae
- Manenrat (Lophiomys imhausi)

#### OnderfamilieNeotominae
- Baiomys musculus
- Amerikaanse dwergmuis (Baiomys taylori)
- Habromys chinanteco
- Habromys delicatulus
- Habromys ixtlani
- Habromys lepturus
- Habromys lophurus
- Habromys schmidlyi[43]
- Habromys simulatus
- Hodomys alleni
- Isthmomys flavidus
- Isthmomys pirrensis
- Megadontomys cryophilus
- Megadontomys nelsoni
- Thomas' reuzenhertmuis (Megadontomys thomasi)
- Nelsonia goldmani
- Nelsonia neotomodon
- Amerikaanse woestijnrat (Neotoma albigula)
- Neotoma angustapalata
- Neotoma bryanti[44]
- Neotoma chrysomelas
- Pluimstaartrat (Neotoma cinerea)
- Neotoma devia
- Neotoma floridana
- Neotoma fuscipes
- Neotoma goldmani
- Neotoma insularis[44]
- Neotoma lepida
- Neotoma leucodon
- Neotoma macrotis
- Neotoma magister
- Neotoma mexicana
- Neotoma micropus
- Neotoma nelsoni
- Neotoma palatina
- Neotoma phenax
- Neotoma stephensi
- Vulkaanmuis (Neotomodon alstoni)
- Goudmuis (Ochrotomys nuttalli)
- Onychomys arenicola
- Noordelijke sprinkhaanmuis (Onychomys leucogaster)
- Zuidelijke sprinkhaanmuis (Onychomys torridus)
- Michoacahertmuis (Osgoodomys banderanus)
- Peromyscus attwateri
- Peromyscus aztecus
- Peromyscus beatae
- Peromyscus boylii
- Peromyscus bullatus
- Peromyscus californicus
- Peromyscus caniceps
- Peromyscus crinitus
- Peromyscus dickeyi
- Peromyscus difficilis
- Peromyscus eremicus
- Peromyscus eva
- Peromyscus fraterculus
- Peromyscus furvus
- Peromyscus gossypinus
- Peromyscus grandis
- Peromyscus gratus
- Peromyscus guardia
- Peromyscus guatemalensis
- Peromyscus gymnotis
- Peromyscus hooperi
- Peromyscus hylocetes
- Peromyscus interparietalis
- Peromyscus keeni
- Witvoetmuis (Peromyscus leucopus)
- Peromyscus levipes
- Peromyscus madrensis
- Hertmuis (Peromyscus maniculatus)
- Peromyscus mayensis
- Peromyscus megalops
- Peromyscus mekisturus
- Peromyscus melanocarpus
- Peromyscus melanophrys
- Peromyscus melanotis
- Peromyscus melanurus
- Peromyscus merriami
- Peromyscus mexicanus
- Peromyscus nasutus
- Peromyscus ochraventer
- Peromyscus pectoralis
- Peromyscus pembertoni
- Peromyscus perfulvus
- Peromyscus polionotus
- Peromyscus polius
- Pseudo-borstelwitvoetmuis (Peromyscus pseudocrinitus)
- Peromyscus sagax
- Peromyscus schmidlyi[45]
- Peromyscus sejugis
- Peromyscus simulus
- Slevins witvoetmuis (Peromyscus slevini)
- Peromyscus spicilegus
- Peromyscus stephani
- Peromyscus stirtoni
- Pinjonmuis (Peromyscus truei)
- Peromyscus winkelmanni
- Peromyscus yucatanicus
- Peromyscus zarhynchus
- Floridamuis (Podomys floridanus)
- Reithrodontomys bakeri[46]
- Reithrodontomys brevirostris
- Reithrodontomys burti
- Reithrodontomys cherrii[47]
- Reithrodontomys chrysopsis
- Reithrodontomys creper
- Reithrodontomys darienensis
- Reithrodontomys fulvescens
- Reithrodontomys gracilis
- Reithrodontomys hirsutus
- Oostelijke oogstmuis (Reithrodontomys humulis)
- Westelijke oogstmuis (Reithrodontomys megalotis)
- Reithrodontomys mexicanus
- Reithrodontomys microdon
- Reithrodontomys montanus
- Reithrodontomys paradoxus
- Strandoogstmuis (Reithrodontomys raviventris)
- Reithrodontomys rodriguezi
- Reithrodontomys spectabilis
- Reithrodontomys sumichrasti
- Reithrodontomys tenuirostris
- Reithrodontomys zacatecae
  - Scotinomys teguina
  - Scotinomys xerampelinus
- Xenomys nelsoni

#### OnderfamilieSigmodontinae
- Braziliaanse stekelrat (Abrawayaomys ruschii)
- Abrothrix andinus
- Abrothrix hershkovitzi
- Abrothrix illuteus
- Abrothrix jelskii
- Abrothrix lanosus
- Abrothrix longipilis
- Abrothrix markhami
- Abrothrix olivaceus
- Abrothrix sanborni
- Galapagosrijstrat (Aegialomys galapagoensis)[48]
- Aegialomys xanthaeolus
- Aepeomys lugens
- Aepeomys reigi
- Akodon aerosus
- Akodon affinis
- Akodon albiventer
- Akodon aliquantulus
- Akodon alterus[49]
- Akodon azarae
- Akodon bogotensis
- Akodon boliviensis
- Akodon budini
- Akodon caenosus[49]
- Akodon cursor
- Akodon dayi
- Akodon dolores
- Akodon fumeus
- Akodon iniscatus
- Akodon juninensis
- Akodon kofordi
- Akodon latebricola
- Akodon leucolimnaeus
- Akodon lindberghi
- Akodon lutescens
- Akodon mimus
- Akodon molinae
- Akodon mollis
- Akodon montensis
- Akodon mystax
- Akodon neocenus
- Akodon oenos
- Akodon orophilus
- Akodon paranaensis
- Akodon pervalens
- Akodon philipmyersi[50]
- Akodon reigi
- Akodon sanctipaulensis
- Akodon serrensis
- Akodon siberiae
- Akodon simulator
- Akodon spegazzinii
- Akodon subfuscus
- Akodon surdus
- Akodon sylvanus
- Akodon tartareus[49]
- Akodon toba
- Akodon torques
- Akodon tucumanensis[49]
- Akodon varius
- Amphinectomys savamis
- Andalgalomys olrogi
- Andalgalomys pearsoni
- Andalgalomys roigi
- Andesmuis (Andinomys edax)
- Andinomys lineicaudatus[49]
- Ecuadorvisrat (Anotomys leander)
- Auliscomys boliviensis
- Auliscomys pictus
- Auliscomys sublimis
- Bibimys chacoensis
- Bibimys labiosus
- Bibimys torresi
- Blarinomys breviceps
- Brucepattersonius griserufescens[51]
- Brucepattersonius guarani
- Brucepattersonius igniventris
- Brucepattersonius iheringi
- Brucepattersonius misionensis
- Brucepattersonius paradisus
- Brucepattersonius soricinus
- Calomys boliviae
- Calomys callidus
- Calomys callosus
- Calomys expulsus
- Calomys hummelincki
- Vespermuis (Calomys laucha)
- Calomys lepidus
- Braziliaanse vespermuis (Calomys musculinus)
- Calomys sorellus
- Calomys tener
- Calomys tocantinsi
- Calomys venustus
- Cerradomys andersoni[52][48]
- Cerradomys maracajuensis
- Cerradomys marinhus
- Cerradomys scotti
- Cerradomys subflavus
- Chelemys delfini
- Chelemys macronyx
- Chelemys megalonyx
- Chibchanomys orcesi
- Chibchanomys trichotis
- Chilomys instans
- Chinchillamuis (Chinchillula sahamae)
- Delomys collinus
- Delomys dorsalis
- Delomys sublineatus
- Deltamys kempi
- Eligmodontia hirtipes[53]
- Eligmodontia moreni
- Eligmodontia morgani
- Eligmodontia puerulus
- Eligmodontia typus
- Eremoryzomys polius[48]
- Euneomys chinchilloides
- Euneomys fossor
- Euneomys mordax
- Euneomys petersoni
- Euryoryzomys emmonsae
- Euryoryzomys lamia
- Euryoryzomys legatus
- Euryoryzomys macconnelli
- Euryoryzomys nitidus
- Euryoryzomys russatus
- Garlepps muis (Galenomys garleppi)
- Geoxus valdivianus
- Graomys centralis
- Graomys domorum
- Graomys edithae
- Graomys griseoflavus
- Handleyomys alfaroi[48]
- Handleyomys chapmani
- Handleyomys fuscatus
- Handleyomys intectus
- Handleyomys melanotis
- Handleyomys rhabdops
- Handleyomys rostratus
- Handleyomys saturatior
- Holochilus brasiliensis
- Holochilus chacarius
- Holochilus sciureus
- Hylaeamys acritus[54][48]
- Hylaeamys laticeps
- Hylaeamys megacephalus
- Hylaeamys perenensis
- Hylaeamys seuanezi
- Hylaeamys tatei
- Hylaeamys yunganus
- Ichthyomys hydrobates
- Ichthyomys pittieri
- Ichthyomys stolzmanni
- Ichthyomys tweedii
- Chileense rat (Irenomys tarsalis)
- Juliomys ossitenuis[55]
- Juliomys pictipes
- Juliomys rimofrons
- Juscelinomys candango
- Juscelinomys guaporensis
- Juscelinomys huanchacae
- Kunsia fronto
- Zuid-Amerikaanse reuzenwaterrat (Kunsia tomentosus)
- Andesrat (Lenoxus apicalis)
- Loxodontomys micropus
- Loxodontomys pikumche
- Reuzenwaterrat (Lundomys molitor)
- Megalomys desmarestii
- Megalomys luciae
- Megaoryzomys curioi
- Melanomys caliginosus
- Melanomys robustulus
- Melanomys zunigae
- Microryzomys altissimus
- Microryzomys minutus
- Mindomys hammondi
- Neacomys dubosti
- Neacomys guianae
- Neacomys minutus
- Neacomys musseri
- Neacomys paracou
- Neacomys pictus
- Neacomys spinosus
- Neacomys tenuipes
- Necromys amoenus
- Necromys benefactus
- Necromys lactens
- Necromys lasiurus
- Necromys lenguarum
- Necromys obscurus
- Necromys punctulatus
- Necromys temchuki
- Necromys urichi
- Nectomys apicalis
- Nectomys magdalenae
- Nectomys palmipes
- Nectomys rattus
- Nectomys squamipes
- Andesmoerasrat (Neotomys ebriosus)
- Nephelomys albigularis[48]
- Nephelomys auriventer
- Nephelomys caracolus
- Nephelomys childi[48]
- Nephelomys devius
- Nephelomys keaysi
- Nephelomys levipes
- Nephelomys maculiventer[48]
- Nephelomys meridensis
- Nephelomys moerex[48]
- Nephelomys nimbosus[48]
- Nephelomys pectoralis[48]
- Nephelomys pirrensis[48]
- Nesoryzomys darwini
- Nesoryzomys fernandinae
- Nesoryzomys indefessus
- Nesoryzomys swarthi
- Neusticomys ferreirai[56]
- Neusticomys monticolus
- Neusticomys mussoi
- Neusticomys oyapocki
- Neusticomys peruviensis
- Neusticomys venezuelae
- Noronhomys vespuccii
- Notiomys edwardsii
- Oecomys auyantepui
- Oecomys bicolor
- Oecomys catharinae
- Oecomys cleberi
- Oecomys concolor
- Oecomys flavicans
- Oecomys mamorae
- Oecomys paricola
- Oecomys phaeotis
- Oecomys rex
- Oecomys roberti
- Oecomys rutilus
- Oecomys speciosus
- Oecomys superans
- Oecomys trinitatis
- Oligoryzomys andinus
- Oligoryzomys arenalis
- Oligoryzomys brendae
- Oligoryzomys chacoensis
- Oligoryzomys destructor
- Oligoryzomys flavescens
- Oligoryzomys fornesi
- Oligoryzomys fulvescens
- Oligoryzomys griseolus
- Oligoryzomys longicaudatus
- Oligoryzomys magellanicus
- Oligoryzomys microtis
- Oligoryzomys moojeni[57]
- Oligoryzomys nigripes[57]
- Oligoryzomys rupestris[57]
- Oligoryzomys stramineus
- Oligoryzomys transitorius[48]
- Oligoryzomys vegetus
- Oligoryzomys victus
- Oreoryzomys balneator[48]
- Oryzomys antillarum[48]
- Oryzomys couesi
- Oryzomys curasoae
- Oryzomys dimidiatus
- Gorgas' rijstrat (Oryzomys gorgasi)
- Oryzomys nelsoni
- Rijstrat (Oryzomys palustris)
- Oxymycterus akodontius
- Oxymycterus amazonicus
- Oxymycterus angularis
- Oxymycterus caparaoe
- Oxymycterus dasytrichus
- Oxymycterus delator
- Oxymycterus hiska
- Oxymycterus hispidus
- Oxymycterus hucucha
- Oxymycterus inca
- Oxymycterus josei
- Graafmuis (Oxymycterus nasutus)
- Oxymycterus paramensis
- Oxymycterus quaestor
- Oxymycterus roberti
- Oxymycterus rufus
- Pearsonomys annectens
- Rio de Janeiro-rijstrat (Phaenomys ferrugineus)
- Phyllotis amicus
- Phyllotis andium
- Phyllotis anitae[58]
- Phyllotis bonaeriensis
- Phyllotis caprinus
- Phyllotis darwini
- Phyllotis definitus
- Phyllotis gerbillus[59]
- Phyllotis haggardi
- Phyllotis limatus
- Phyllotis magister
- Phyllotis osgoodi
- Phyllotis osilae
- Phyllotis xanthopygus
- Podoxymys roraimae
- Pseudoryzomys simplex
- Punomys kofordi
- Punamuis (Punomys lemminus)
- Reithrodon auritus
- Reithrodon typicus
- Rhagomys longilingua
- Braziliaanse boommuis (Rhagomys rufescens)
- Rheomys mexicanus
- Rheomys raptor
- Rheomys thomasi
- Rheomys underwoodi
- Rhipidomys austrinus
- Rhipidomys cariri[60]
- Rhipidomys caucensis
- Rhipidomys couesi
- Rhipidomys emiliae
- Rhipidomys fulviventer
- Rhipidomys gardneri
- Rhipidomys latimanus
- Rhipidomys leucodactylus
- Rhipidomys macconnelli
- Rhipidomys macrurus
- Rhipidomys mastacalis
- Rhipidomys modicus
- Rhipidomys nitela
- Rhipidomys ochrogaster
- Rhipidomys venezuelae
- Rhipidomys venustus
- Rhipidomys wetzeli
- Salinomys delicatus
- Scapteromys aquaticus
- Argentijnse waterrat (Scapteromys tumidus)
- Scolomys melanops
- Scolomys ucayalensis
- Sigmodon alleni
- Sigmodon alstoni
- Sigmodon arizonae
- Sigmodon fulviventer
- Sigmodon hirsutus
- Katoenrat (Sigmodon hispidus)
- Sigmodon inopinatus
- Sigmodon leucotis
- Sigmodon mascotensis
- Sigmodon ochrognathus
- Sigmodon planifrons
- Sigmodon peruanus
- Sigmodon toltecus
- Sigmodon zanjonensis
- Sigmodontomys alfari
- Harris' katoenrat (Sigmodontomys aphrastus)
- Sooretamys angouya[48]
- Tapecomys primus
- Tapecomys wolffsohni[59]
- Thalpomys cerradensis
- Thalpomys lasiotis
- Thaptomys nigrita
- Thomasomys andersoni[61]
- Thomasomys apeco
- Thomasomys aureus
- Thomasomys baeops
- Thomasomys bombycinus
- Thomasomys caudivarius
- Thomasomys cinereiventer
- Thomasomys cinereus
- Thomasomys cinnameus
- Thomasomys daphne
- Thomasomys eleusis
- Thomasomys erro
- Thomasomys gracilis
- Thomasomys hudsoni
- Thomasomys hylophilus
- Thomasomys incanus
- Thomasomys ischyrus
- Thomasomys kalinowskii
- Thomasomys ladewi
- Thomasomys laniger
- Thomasomys macrotis
- Thomasomys monochromos
- Thomasomys niveipes
- Thomasomys notatus
- Thomasomys onkiro
- Thomasomys oreas
- Thomasomys paramorum
- Thomasomys popayanus
- Thomasomys praetor
- Thomasomys pyrrhonotus
- Thomasomys rhoadsi
- Thomasomys rosalinda
- Thomasomys silvestris
- Thomasomys taczanowskii
- Thomasomys ucucha
- Thomasomys vestitus
- Thomasomys vulcani
- Transandinomys bolivaris[48]
- Transandinomys talamancae
- Wiedomys cerradensis[62]
- Wieds roodsnuitmuis (Wiedomys pyrrhorhinos)
- Wilfredomys oenax
- Zygodontomys brevicauda
- Zygodontomys brunneus

#### OnderfamilieTylomyinae
- Midden-Amerikaanse vesperrat (Nyctomys sumichrasti)
- Yucatanvesperrat (Otonyctomys hatti)
- Ototylomys phyllotis
- Chiapaklimrat (Tylomys bullaris)
- Tylomys fulviventer
- Tylomys mirae
- Tylomys nudicaudus
- Tylomys panamensis
- Tumbalaklimrat (Tylomys tumbalensis)
- Tylomys watsoni